# Satomi Hitoyoshi
Hitoyoshi Satomi (sinh ngày 13 tháng 5 năm 1983) là một cầu thủ bóng đá người Nhật Bản.

## Sự nghiệp câu lạc bộ
Hitoyoshi Satomi đã từng chơi cho Honda, Thespa Kusatsu và Arte Takasaki.